# Список игроков сборной Андорры по футболу
Первая игра сборной Андорры по футболу состоялась 13 ноября 1996 г. С тех пор команда провела 162 матча, в которых приняли участие 97 футболистов. Ниже представлен список этих игроков.

Последнее обновление 12 сентября 2019 г.
| Футболист      | Полное имя                           | Игры (голы) | Карьера в сборной |
| -------------- | ------------------------------------ | ----------- | --- |
| Абелья         | Жозе́п Орьо́ль Абе́лья Сола́но           | 1           | 1999(1) |
| Алаэс          | Жо́рди Ала́эс Пе́нья                    | 23(1)       | 2016(5), 2017(7), 2018(5), 2019(6) |
| Айяла          | Жозе́п Мане́ль Айя́ла Ди́ас              | 84          | 2002(4), 2003(6), 2004(5), 2005(6), 2006(5), 2007(8), 2008(6), 2009(6), 2010(7), 2011(6), 2012(7), 2013(6), 2014(5), 2015(4), 2016(2), 2017(1)                                                       |
| Альварес       | Жозе́п Фе́ликс А́льварес Бла́скес        | 9           | 1996(1), 1997(1), 2000(3), 2003(4) |
| Альвес         | Леоне́ль Фели́пе А́львес А́львес         | 3           | 2014(1), 2015(2) |
| Андорра        | Шавье́р Андорра́ Жулиа́                 | 24          | 2005(1), 2007(5), 2008(6), 2009(4), 2010(5), 2011(1), 2012(1), 2013(1) |
| Аранда         | Кристо́баль Ара́нда Кристе́ль           | 1           | 1996(1) |
| Барра          | Жо́рди Ба́рра Кабе́ло                   | 3           | 1998(2), 1999(1) |
| Басан          | Хо́рхе Баса́н Мо́рос                    | 6           | 1996(1), 1997(2), 1998(3) |
| Бенет          | Жо́рди Бене́т Ру́бьо                    | 2           | 1999(1), 2001(1) |
| Бернаус        | Марк Берна́ус Ка́но                    | 33(1)       | 2000(1), 2001(1), 2004(2), 2005(5), 2006(2), 2007(4), 2008(1), 2009(3), 2010(4), 2011(7), 2012(2), 2013(1)                                                                                           |
| Бусенин        | Сами́р Бусени́н эль-Мураби́т            | 5           | 2010(4), 2012(1) |
| Бушо           | Дави́д Бушо́ Эска́брос                  | 3           | 1999(1), 2000(1), 2003(1) |
| Валес          | Марк Ва́лес Гонса́лес                  | 62          | 2008(5), 2009(6), 2010(2), 2011(6), 2012(4), 2013(6), 2014(5), 2015(3), 2016(7), 2017(5), 2018(7), 2019(6)                                                                                           |
| Вьейра М.      | Ма́рсио Вье́йра де Васконсе́лос         | 90          | 2005(1), 2006(5), 2007(9), 2008(6), 2009(5), 2010(7), 2011(6), 2012(8), 2013(6), 2014(5), 2015(6), 2016(7), 2017(7), 2018(6), 2019(6)                                                                |
| Вьейра Ш.      | Шавье́р Вье́йра де Васконсе́лос         | 2           | 2013(1), 2014(1) |
| Гарсия Ж.      | Жени́с Гарси́я И́скла                   | 37          | 1997(1), 1998(5), 1999(4), 2001(2), 2003(2), 2004(5), 2005(5), 2006(5), 2007(4), 2008(1), 2009(2), 2010(1)                                                                                           |
| Гарсия М.      | Марк Гарси́я Рено́м                    | 41          | 2010(1), 2011(1), 2012(8), 2013(6), 2014(4), 2015(7), 2016(5), 2017(4), 2018(4), 2019(1) |
| Гарсия Э. Ж.   | Эми́ли Жозе́п Гарси́я Мирамо́нтес        | 45(1)       | 2008(1), 2010(2), 2011(7), 2012(5), 2013(7), 2014(6), 2015(1), 2016(5), 2017(5), 2018(5), 2019(1) |
| Годой Ал.      | А́лекс Годо́й Венту́ри                  | 4           | 1999(4) |
| Годой Ар.      | Арма́нд Годо́й Венту́ри                 | 3           | 1997(1), 1999(2) |
| Гомес Ж. А.    | Жозе́п Анто́ни Го́мес Море́йра           | 59(−123)    | 2006(1), 2007(1), 2008(3), 2009(4), 2010(7), 2011(7), 2012(6), 2013(2), 2014(1), 2015(2), 2016(4), 2017(7), 2018(8), 2019(6)                                                                         |
| Гомес К. А.    | Ка́рлос Альбе́рто Го́мес Бени́тес        | 1           | 1999(1) |
| Гомес К. М.    | Ка́рлос Мануэ́ль Го́мес ду Нассиме́нту   | 1           | 2016(1) |
| Гомес С.       | Себастья́н Го́мес Пе́рес                | 30          | 2010(7), 2011(6), 2012(5), 2013(4), 2014(1), 2015(3), 2017(1), 2018(3) |
| Гонсалес       | Эмилиа́но Гонса́лес А́ркес              | 37(3)       | 1998(2), 1999(9), 2000(8), 2001(6), 2002(6), 2003(6) |
| да Кунья       | Жозе́ О́шкар Афо́ншу да Ку́нья           | 2           | 2006(1), 2007(1) |
| Жиль           | Франсе́ск Шавье́р Жиль Са́нчес          | 3           | 2001(1), 2002(1), 2010(1) |
| Имбернон       | Рича́рд Имберно́н Ри́ос                 | 2           | 1998(1), 1999(1) |
| Калеро         | Рафаэ́ль Кале́ро Серра́но               | 4           | 1997(2), 1998(2) |
| Кальвет        | Жера́рд Хуа́нес Кальве́т Ди́ас           | 3           | 1996(1), 1999(1), 2000(1) |
| Карнисе        | Альбе́рт Карни́се Компа́ни              | 1           | 1996(1) |
| Кико           | Франси́ско Пома́рес Орте́га             | 1           | 2018(1) |
| Клементе       | Людови́к Клеме́нте Гарсе́с              | 33          | 2005(1), 2012(5), 2013(3), 2014(1), 2015(2), 2016(4), 2017(7), 2018(5), 2019(5) |
| Кольдо         | Хесу́с Луи́с А́льварес де Эула́те Гуэ́рге | 78(−209)    | 1998(8), 1999(8), 2000(8), 2001(3), 2002(6), 2003(7), 2004(7), 2005(8), 2006(5), 2007(9), 2008(5), 2009(4)                                                                                           |
| Ламелас        | Жо́рди Ламе́лас Пуэ́ртас                | 1           | 1996(1) |
| Лима А.        | Анто́ни Ли́ма Сола́                     | 64(1)       | 1997(2), 1998(8), 1999(5), 2000(4), 2001(4), 2002(5), 2003(5), 2004(7), 2005(6), 2006(3), 2007(6), 2008(5), 2009(4)                                                                                  |
| Лима И.        | Ильдефо́нс Ли́ма Сола́                  | 125(11)     | 1997(2), 1998(7), 1999(8), 2000(8), 2001(3), 2002(4), 2003(2), 2004(5), 2005(5), 2007(6), 2008(6), 2009(5), 2010(4), 2011(6), 2012(7), 2013(6), 2014(6), 2015(7), 2016(6), 2017(8), 2018(8), 2019(6) |
| Лопес          | Франсе́ск Пе́дро Ло́пес                 | 1           | 1996(1) |
| Лоренсо        | Ива́н Лоре́нсо Ронсе́ро                 | 28          | 2003(1), 2004(1), 2010(2), 2011(2), 2012(6), 2013(5), 2014(6), 2015(3), 2016(2) |
| Лусендо        | Хесу́с Хулиа́н Лусе́ндо Эре́дья          | 29(3)       | 1996(1), 1997(2), 1998(7), 1999(5), 2000(4), 2001(4), 2002(1), 2003(5) |
| Льовера        | Макс Льове́ра Гонса́лес-А́дрио          | 32          | 2015(3), 2016(6), 2017(8), 2018(9), 2019(6) |
| Манейро        | Дави́д Мане́йро Тон                    | 12          | 2009(1), 2011(1), 2012(3), 2013(1), 2014(5), 2017(1) |
| Мартин А.      | А́нхель Марти́н Гарси́я                 | 17          | 1996(1), 1997(2), 1998(7), 1999(7) |
| Мартин Ф. Ш.   | Франсе́ск Шавье́р Марти́н Са́нчес        | 7           | 2005(5), 2006(2) |
| Мартинес А.    | Алеша́ндре Марти́нес Пала́у             | 19(1)       | 2016(4), 2017(8), 2018(4), 2019(3) |
| Мартинес А. Р. | Алеша́ндре Рубе́н Марти́нес Гутье́ррес   | 7           | 2010(2), 2011(3), 2012(2) |
| Мартинес К.    | Кри́стиан Марти́нес Але́хо              | 56(3)       | 2009(3), 2010(5), 2011(6), 2012(2), 2013(7), 2014(6), 2015(6), 2016(7), 2017(2), 2018(8), 2019(4) |
| Матос          | Андре́у Ма́тос Муньо́с                  | 2           | 2016(2) |
| Медина         | Ка́рлос Меди́на                        | 1           | 1996(1) |
| Мехиас         | Даниэ́ль Мехи́ас Урта́до                | 5           | 2010(4), 2012(1) |
| Морейра        | Ви́ктор У́го Море́йра Тейше́йра          | 19          | 2008(1), 2009(4), 2012(3), 2013(4), 2015(3), 2016(4) |
| Морено         | Се́ржи Море́но Мари́н                   | 64          | 2004(4), 2005(3), 2006(2), 2007(6), 2008(3), 2009(7), 2010(7), 2011(6), 2012(7), 2013(3), 2014(2), 2015(3), 2016(1), 2017(4), 2018(4), 2019(2)                                                       |
| Мотвани        | Але́н-Кума́р Мотвани́ Мари́на            | 1           | 2003(1) |
| Обьольс        | Франсе́ск Обьо́льс                     | 1           | 1996(1) |
| Пеппе          | Ка́рлос Эдуа́рдо Пе́ппе Бри́тос          | 23          | 2011(2), 2012(5), 2013(6), 2014(4), 2015(5), 2016(1) |
| Поль А.        | Агусти́ Поль Пе́рес                    | 28(1)       | 1996(1), 1997(2), 1998(7), 1999(9), 2001(4), 2002(4), 2003(1) |
| Поль Ф.        | Ферра́н Поль Пе́рес                    | 26(−60)     | 2010(1), 2012(3), 2013(5), 2014(5), 2015(7), 2016(3), 2017(1), 2018(1) |
| Поуса          | Кри́стофер По́уса Брага́нса             | 2           | 2012(2) |
| Пужоль         | Марк Пужо́ль Понс                     | 81(2)       | 2000(4), 2001(1), 2002(4), 2003(5), 2004(5), 2005(5), 2006(5), 2007(5), 2008(5), 2009(4), 2010(4), 2011(3), 2012(6), 2013(4), 2014(4), 2015(1), 2016(6), 2017(7), 2018(2), 2019(1)                   |
| Рамирес        | Франсе́ск Хавье́р Рами́рес Пало́мо       | 32          | 1997(2), 1998(4), 1999(7), 2000(7), 2001(3), 2002(4), 2003(2), 2004(3) |
| Ребес          | Марк Ребе́с Руи́с                      | 28(2)       | 2015(6), 2016(2), 2017(6), 2018(8), 2019(6) |
| Регера         | Франсе́ск Реге́ра                      | 1           | 1997(1) |
| Рибольеда      | Дави́д Риболье́да Берна́т               | 4           | 2003(1), 2004(1), 2010(1), 2012(1) |
| Родригес Ад.   | Адриа́н Родри́гес Гонса́лвес            | 16          | 2012(7), 2013(1), 2014(2), 2015(4), 2016(1), 2017(1) |
| Родригес Алеш. | Алеша́ндре Родри́гес Меди́на            | 1           | 2004(1) |
| Родригес Альб. | Альбе́рт Родри́гес Со́рья               | 1           | 2005(1) |
| Родригес В.    | Ви́ктор Родри́гес Со́рья                | 26          | 2008(1), 2009(3), 2014(1), 2015(5), 2016(5), 2017(2), 2018(6), 2019(3) |
| Родригес Дж.   | Джо́нни Родри́гес Каса́ль               | 2           | 1996(1), 1997(1) |
| Роч            | Кри́стиан Роч Ма́ури                   | 1           | 1998(1) |
| Рубьо Жез.     | Жезу́с «Чус» Ру́бьо Го́мес              | 23          | 2015(1), 2016(2), 2017(7), 2018(8), 2019(5) |
| Рубьо Жор.     | Жо́рди Ру́бьо Го́мес                    | 45          | 2006(3), 2007(2), 2009(1), 2010(5), 2011(5), 2012(1), 2014(6), 2015(7), 2016(4), 2017(4), 2018(5), 2019(2)                                                                                           |
| Руис           | Ху́сто Руи́с Гонса́лес                  | 67(2)       | 1998(8), 1999(7), 2000(8), 2001(6), 2002(6), 2003(5), 2004(7), 2005(7), 2006(4), 2007(8), 2008(1) |
| Рьера          | Габриэ́ль Рье́ра Ла́нча                 | 40(1)       | 2004(3), 2005(5), 2006(1), 2007(3), 2008(2), 2009(2), 2012(2), 2013(5), 2014(6), 2015(5), 2016(2), 2017(4)                                                                                           |
| Сальват        | Жуаки́м Сальва́т Бесо́ра                | 1           | 2011(1) |
| Сан-Николас Л. | Луи́джи Сан-Никола́с Схе́лленс          | 1           | 2018(1) |
| Сан-Николас М. | Мойзе́с Сан-Никола́с Схе́лленс          | 44          | 2012(3), 2013(6), 2014(1), 2015(7), 2016(6), 2017(6), 2018(9), 2018(6) |
| Санчес Аар.    | Ааро́н Са́нчес Альбуке́рке              | 12          | 2015(6), 2016(2), 2017(3), 2019(1) |
| Санчес Альф.   | Альфо́нсо Са́нчес Ми́гес                | 6(−21)      | 1996(1), 1999(1), 2001(3), 2004(1) |
| Санчес Ж.      | Жулиа́ Са́нчес Со́то                    | 74(1)       | 1996(1), 1997(2), 1998(8), 1999(7), 2000(8), 2001(5), 2002(5), 2003(6), 2004(7), 2005(5), 2006(2), 2007(4), 2009(1), 2011(4), 2014(1), 2015(1), 2016(1), 2017(2), 2018(2), 2019(2)                   |
| Сервос         | Жоа́н Серво́с Мо́ро                     | 13          | 2018(7), 2019(6) |
| Серрано        | Жозе́п Мари́я Серра́но Контре́р          | 2(−8)       | 1997(2) |
| Сивера         | Анто́ни Мике́ль Сиве́ра Пе́рис           | 23          | 2004(7), 2005(8), 2006(4), 2007(4) |
| Сильва         | Ферна́ндо Хосе́ Си́льва Гарси́я          | 51(2)       | 2002(5), 2003(4), 2004(3), 2005(5), 2006(2), 2007(2), 2008(4), 2009(7), 2010(7), 2011(5), 2012(6), 2013(1)                                                                                           |
| Сомоса         | Алеша́ндре Сомо́са Лоса́да              | 9           | 2006(1), 2007(3), 2008(4), 2010(1) |
| Сонеджи        | О́скар Соне́джи Маса́нд                 | 106(4)      | 1997(2), 1998(7), 1999(9), 2000(8), 2001(6), 2002(5), 2003(7), 2004(7), 2005(8), 2006(5), 2007(8), 2008(4), 2009(6), 2010(3), 2011(4), 2012(3), 2013(3), 2014(3), 2015(8)                            |
| Сорья          | Франсе́ск Шавье́р Со́рья Го́мес          | 10          | 1999(1), 2000(5), 2001(3), 2002(1) |
| Тоскано        | Жоа́н Ка́рлес Тоска́но Бельтра́н         | 22          | 2006(3), 2007(6), 2008(6), 2009(3), 2012(2), 2014(2) |
| Фернандес Ж.   | Жулиа́ Ферна́ндес Ари́са                | 36(1)       | 1998(1), 2001(3), 2002(6), 2003(7), 2004(7), 2005(5), 2006(2), 2007(2), 2008(1), 2009(2) |
| Фернандес Р.   | Рика́рд Ферна́ндес Бетри́у              | 5           | 2018(5) |
| Ферре          | Марк Ферре́ Насса́ро                   | 2           | 2018(2) |
| Феррон         | Даниэ́ль Ферро́н Пе́рес                 | 4           | 2001(1), 2002(1), 2003(1), 2004(1) |
| Хименес        | Мане́ль Химе́нес Со́рья                 | 79(1)       | 1998(5), 1999(8), 2000(8), 2001(5), 2002(4), 2003(5), 2004(6), 2005(5), 2006(4), 2007(6), 2008(5), 2009(7), 2010(7), 2011(3), 2012(1)                                                                |
| Хонас          | Робе́рто Хона́с Ало́нсо Марти́нес        | 30(1)       | 1999(4), 2000(5), 2001(6), 2002(6), 2003(5), 2004(3), 2005(1) |
| Чема           | Хосе́ Мануэ́ль Гарси́я Луэ́на            | 71          | 1997(2), 1998(8), 1999(9), 2000(8), 2001(6), 2002(5), 2003(7), 2004(7), 2005(4), 2006(4), 2007(6), 2008(4), 2009(1)                                                                                  |
| Чоло           | Жозе́п Мора́гес                        | 1           | 1996(1) |
| Эскура         | Жо́рди Эску́ра Аша́с                    | 65          | 1998(2), 1999(4), 2000(7), 2001(6), 2002(5), 2003(5), 2004(5), 2005(7), 2006(1), 2007(7), 2008(5), 2009(4), 2010(6), 2011(1)                                                                         |